# German (patriarcha Serbii)
German, imię świeckie Hranislav Đorić, serb. Хранислав Ђорић (ur. 19 sierpnia 1899 w Jošaničkoj Banji, zm. 27 sierpnia 1991 w Belgradzie) – serbski biskup prawosławny, patriarcha Serbii w latach 1958–1990.

## Życiorys
Po ukończeniu szkoły średniej w Kruševacu, uczył się w seminarium w Belgradzie i w Sremskich Karlovcach, a następnie studiował prawo na paryskiej Sorbonie, by zakończyć swoją edukację na Wydziale Teologii Prawosławnej Uniwersytetu Belgradzkiego w 1942.
Pracował początkowo jako urzędnik sądu kościelnego w Čačaku, a także jako katecheta w miejscowej szkole, zanim nie został proboszczem we wsi Miokovci. W 1931 z uwagi na zły stan zdrowia przeniósł się do Vrnjačka Banja i w 1938 rozpoczął pracę urzędniczą przy Świętym Synodzie Serbskiej Cerkwi Prawosławnej. Po śmierci żony w 1951 wstąpił do klasztoru Studenica, otrzymując imię zakonne German.
W 1951 został nominowany na biskupa ordynariusza eparchii budzińskiej, a także sekretarzem generalnym Świętego Synodu i redaktorem naczelnym pisma Glasnik, organu Serbskiej Cerkwi Prawosławnej. Z uwagi na sprzeciw władz węgierskich, które nie pozwoliły Germanowi objąć eparchii, nie wykonywał faktycznie swoich obowiązków. Dopiero w 1956 objął eparchię žicką, co dało mu drugie pod względem rangi miejsce w hierarchii kościelnej, po patriarsze. Wkrótce został administratorem dwóch eparchii: budimljańskiej oraz raszko-prizreńskiej.
Po śmierci patriarchy Wincentego II w 1958, hierarchia była podzielona co do kandydata na jego następcę. 14 września 1958 został wybrany German jako kandydat kompromisowy. Jego przeciwnicy głosili, że został wybrany w wyniku nacisków Aleksandra Rankovicia i nazywali go „czerwonym patriarchą”. Na okres jego rządów przypadła schizma eparchii serbskiej Nova Gračanica w USA, a także odłączenie się w 1967 Macedońskiego Kościoła Prawosławnego. Działania na rzecz odbudowy Kościoła, podjęte przez Germana doprowadziły do utworzenia nowych eparchii, podległych serbskiemu patriarsze w Australii, Kanadzie, a także we Vranje. W 1958 uruchomiono nowy budynek seminarium w Belgradzie, a wkrótce potem powstało nowe seminarium Trzech Świętych Hierarchów w chorwackim klasztorze Krka.
W 1984 odwiedził teren dawnego obozu koncentracyjnego w Jasenovacu, wypowiadając słowa Oprostiti moramo, zaboraviti ne smemo (Musimy wybaczyć, nie powinniśmy zapomnieć).
W 1989 uległ wypadkowi, co sprawiło, że musiał przejść serię operacji i nie mógł dalej sprawować urzędu. 27 sierpnia 1990 Święty Sobór Biskupów przeniósł go w stan spoczynku, mianując początkowo strażnika tronu patriarszego (locum tenens)  metropolitę zagrzebskiego, Jana. 1 grudnia 1990 został wybrany kolejny patriarcha – Paweł. German zmarł w szpitalu wojskowym w Belgradzie i został pochowany w cerkwi św. Marka.
Był najdłużej sprawującym urząd patriarchy w dziejach Serbskiego Kościoła Prawosławnego (32 lata).